# 波真田かもめ
波真田 かもめ（はまだ かもめ、6月2日 - ）は、日本の漫画家。女性。血液型はA型。

## 人物
主にボーイズラブ作品を手掛ける漫画家。

## 作品
『COMICフルール』（KADOKAWA）にて「スモークブルーの雨のち晴れ」を連載中。
『Ficus』（シーモアコミックス）にて「てのひらの恋とか愛」を連載中。

### 漫画
- 「てのひらの恋とか愛」（連載中、2025年8月〜、『Ficus』）（シーモアコミックス）
- 「スモークブルーの雨のち晴れ」（連載中、2021年12月〜、『COMICフルール』）（KADOKAWA）
- 「バイバイ、センチメンタル」 （2021年11月『君恋』）（集英社）
- 「アンラッキーと恋の嵐」(2021年10月『COMICフルール』）（KADOKAWA）
- 「たまゆらの日日」(2020年12月『COMICフルール』）（KADOKAWA）
- 「うそつきと唇」 （2020年11月『君恋』）（集英社）
- 「裏方バディ!」 （2020年7月『あすかコミックスCLDX』）（KADOKAWA）
- 「スウィートホーム、レモネード」(2019年12月『COMICフルール』）（KADOKAWA）
- 「さよなら恋ヶ窪」 (2019年11月『君恋』）（集英社）
- 「おはようとおやすみとそのあとに-trip-」(2019年9月『COMICフルール』）（KADOKAWA）
- 「エトワールにキス」 （2019年8月『『Ficus』）（シーモアコミックス）
- 「相愛シネマトグラフ113」 (2019年6月『COMICフルール』）（KADOKAWA）
- 「ハッピーエンドを約束します」 (2018年11月『moment』）（シュークリーム）
- 「青春エンドロール113」 (2018年7月『COMICフルール』）（KADOKAWA）
- 「おはようとおやすみとそのあとに-Dear-」(2018年1月『COMICフルール』）（KADOKAWA）
- 「やらしい、黒髪」 (2017年12月『KAREN COMICS』）（日本文芸社）
- 「おはようとおやすみとそのあとに-p.s.-」(2016年11月『COMICフルール』）（KADOKAWA）
- 「おはようとおやすみとそのあとに」全4巻 (2015年3月-2016年2月『COMICフルール』）（KADOKAWA）

### ドラマCD
- 「スモークブルーの雨のち晴れ」（2023年11月 『CIELフルールチャンネル』ポケットドラマCD)
- 「おはようとおやすみとそのあとに」（2017年10月『rose quartz/Brilliant Prin/株式会社ノワ』ポケットドラマCD)

### 装画
- 「大島薫対談集 贅沢なカラダ- 好きなものを着て好きな人を好きになった 7人の賢者にボクが聞きたいこと-」（2018年12月 笠倉出版社）

### 装画／挿絵
- 「座敷わらしとシェアハウス」（著：篠原悠希　2015年11月 角川文庫）